# URL
URL ali enolični krajevnik vira (angleško Uniform Resource Locator) je naslov spletnih strani 
v svetovnem spletu.
Vsaka spletna stran ima edinstven naslov, ki jo enolično določa, prav tako, kot enolično določa telefonska številka telefonskega naročnika. Če iz revije, časopisa in knjige, s televizije ali z vizitke prepišemo naslov URL, lahko s spletni brskalnikom obiščemo in uporabljamo ta vir, ne glede na to, kje v svetu se nahaja računalnik, ki ta vir vzdržuje. Podobno, kot imamo v telefoniji telefonske imenike, imamo v spletu imenike oziroma sezname naslovov URL, s katerim izkušeni internetovci najdejo veliko tistega, kar jih zanima. Eno zvrst imenikov imenujemo spletni iskalniki.

## Zgradba naslova URL
Naslovi URL so sestavljeni tako, da lahko izkušeni internetni uporabniki iz njih hitro razberejo, kakšno storitev nudi določen internetni kraj oziroma kakšen informacijski vir zadržuje. Poleg tega izvedo, kako je ime računalniku, ki vzdržuje ta kraj, in kakšna je pot do imenika ali datoteke, na kateri temelji storitev.
Naslov URL je sestavljen iz treh delov:
- določnika vrste protokola
- označevalnika gostitelja oziroma računalnika. Ta del je v bistvu IP-naslov ali domensko ime (DNS)
- označevalnika datoteke ali poti do nje

Na prvi pogled se zdi razlika med pojmoma »določnik« in »označevalnik« minimalna, pa je vendar bistvena; določnik namreč opisuje, kakšne vrste je internetni vir, medtem ko označevalnik natančno označuje edinstveno stvar, kot je ime oddaljenega računalnika (gostitelja) ali datotečno pot v takem računalniku.

## Primeri naslovov URL
- http://www.ijs.si/slo/Ljubljana/practical.html (koristni turistični napotki za Ljubljano)
- ftp://oak.oakland.edu/SimTel (eden od krajev z zanimivo knjižnico preizkusnega programja)
- mailto:monitor@pasadena.si (e-poštni naslov računalniške revije Monitor)

Nekateri primeri naslovov URL, v teh primerih so:
- določniki protokola HTTP, FTP, mailto
- označevalniki gostitelja www.ijs.si, oak.oakland.edu in pasadena.si
- iznačevalniki datotečne poti so: slo/Ljubljana/practical.html, SimTel in monitor.

Slaba stran ročnega vnašanja naslovov URL je, da so včasih precej dolgi, in da pri vpisovanju na smemo storiti napake. Naslovi URL enolično določajo računalnike in datoteke v internetu, zato pomeni samo en narobe vtipkan znak drug, napačen naslov. To je podobno kot pri telefonskih številkah. Tudi če se zmotimo samo v eni številki se nam ne bo oglasila oseba, ki smo jo klicali. Ob vnosu napačnega, neobstoječega URL vrne brskalnik napako 404. To se zgodi tudi, če je kraj s tem naslovom nekoč obstajal, kasneje pa ga je upravitelj zaprl ali pa mu je spremenil URL.